# Éditions Pierre Téqui
Les Éditions Pierre Téqui ou librairie Pierre Téqui, créées en 1868, sont un éditeur, libraire et imprimeur français de publications catholiques situé dans le 6e arrondissement de Paris et près de Laval (Mayenne).

## Histoire
Pierre Téqui éditeur est une maison d'édition catholique fondée en 1868, lorsque Guillaume Téqui, frère marianiste de Bordeaux, arrive à Paris pour être le libraire-éditeur de « L'Œuvre de Saint-Michel », créée trois ans auparavant par le père Félix (1810-1891), prédicateur de la cathédrale Notre-Dame de Paris (où il a succédé à Lacordaire).
En 1885, il transmet la direction de la maison à son neveu Pierre-Martin Téqui, qui rachète en 1895 les Éditions Douniol et en 1908 les Éditions Retaux (créées en 1831) et s'installe à leur adresse 82 rue Bonaparte.
Rachetée en 1971 par Pierre Lemaire, la librairie Téqui poursuit son œuvre d'évangélisation et de « défense et de promotion de la famille ». En 1992, son fils François Lemaire lui succède, s'attachant à garder l'esprit et la ligne éditoriale de Téqui : « plus qu'informer, former » au service des trois blancheurs (comme saint Louis-Marie Grignion de Monfort les désignait) : le Pape, la Vierge Marie et l'Eucharistie. Par ailleurs, il ouvre la librairie au no 8 rue de Mézières.
En 2005, trois éditeurs portent plainte contre l'éditeur Téqui concernant une « version française du catéchisme catholique abrégé », et perdent leur procès.

## Ligne éditoriale
Les Éditions Téqui se donnent pour mission de contribuer à l'évangélisation par l'écrit, en exposant la doctrine catholique.
Cela passe par relayer en France les parutions du Vatican en publiant, depuis Pie IX, l'ensemble des ouvrages et des documents pontificaux (discours du Pape, encycliques, documents des congrégations pour la foi, le clergé, la famille, la culture, la santé, « justice et paix »…).
Cela passe aussi par tous les types de livres : romans, essais, biographies et histoire, témoignages, recueils de prière, liturgie, livres spirituels, doctrinaux, théologiques, philosophiques, beaux-livres, et nombre de livres jeunesse, notamment des vies de saints et des catéchismes.